# Alice Reichert
Alice Reichert (ur. 15 lutego 1870 w Szczecinie, zm. 1942 w Auschwitz-Birkenau) – żydowska poetka, malarka, pamiętnikarka i działaczka społeczna związana z Cieszynem.

## Życiorys
Urodziła się w żydowskiej rodzinie Milchów. Dzieciństwo spędziła między Berlinem, Wiedniem a Wrocławiem. W 1894 przyjechała na Śląsk Cieszyński z mężem, doktorem Samuelem Reichertem, który pracował we Frydku, a od 1896 w Cieszynie. Mieli synów Theodora, Otto Edwalda i Gerharda.
Napisała kilkaset wierszy, z których większość została w rękopisie. Tworzyła po niemiecku i sygnowała wiersze nazwiskiem panieńskim. Część opublikowano w czasopismach niemieckojęzycznych, głównie w cieszyńskiej "Silesii". Namalowała kilka obrazów, napisała kilka tomów pamiętników, które opisują Cieszyn i okolice w pierwszej ćwierci XX w. Zamieszczała w nich zdjęcia i wycinki z gazet, recenzje sztuk teatralnych, kroniki podróż, autografy i banknoty, jak również rozważania filozoficzne i ślady antysemityzmu w regionie. Należała do Czerwonego Krzyża (obok Gabrieli von Thun und Hohenstein była jedną z jego najaktywniejszych członkiń) i Polskiego Towarzystwa Tatrzańskiego. Działała w zarządzie Towarzystwa Pracujących Kobiet. Byłą prezeską Żydowskiego Stowarzyszenia Dobroczynnego Kobiet im. Emilii Friedmann. W 1915 założyła Fundację Kobiet Cieszyńskich.
W 1942 została wywieziona do obozu koncentracyjnego w Oświęcimiu. Tam zginęła.

## Upamiętnienie
Jest jedną z bohaterek Cieszyńskiego Szlaku Kobiet opracowanego przez Władysławę Magierę.